# Bruno von Calw
Bruno von Calw (* vor 1070; † 1109) war kaiserlicher Gegenbischof von Metz.
Er wurde als Sohn von Graf Adelbert II. von Calw († 1099) und seiner Frau Wiltrud von Lothringen (um 1040/45, † 1093), einer Tochter des Herzogs Gottfried III. des Bärtigen von Lothringen geboren. Im Hirsauer Privileg von 1075 werden als Geschwister noch Adalbert III., Gottfried, Pfalzgraf bei Rhein (1113–1131) sowie zwei Schwestern, Uta und Irmengard, genannt. Sein Vater war Neffe von Papst Leo IX.
Um die Mitte des Jahres 1084 war Kaiser Heinrich IV. aus Italien in den nördlichen Reichsteil zurückgekehrt. In Mainz setzte er Anfang Oktober 1084 mit der Ernennung Wezilos zum Erzbischof von Mainz seinen Investituranspruch durch. Anschließend wandte er sich gegen Bischof Hermann von Metz. Hermann von Metz war im Investiturstreit einer Koalition gegen Heinrich IV. beigetreten und unterstützte den Gegenkönig Hermann von Salm. Bischof und Stadt unterwarfen sich dem heranziehenden Kaiser. Dennoch wurde Hermann im Mai 1085 auf einer Mainzer Synode seines Amtes enthoben und Bruno von Calw gegen Hermann als Bischof von Metz eingesetzt. Bruno konnte sich allerdings nicht lange halten und wurde etwa 1089 durch die Metzer Bevölkerung vertrieben.